# 桜庭康喜
桜庭 康喜（さくらば やすき、1942年3月17日 - ）は、日本の政治家。現在、北・北海道国際文化交流協会代表。元北海道名寄市長（3期）。

## 経歴
北海道名寄市出身。北海道名寄高等学校卒業。1962年3月、札幌短期大学卒業。同年4月、山崎証券に就職。1963年、同社を退社し、名寄市役所に入り、市職員労働組合書記長を務めた。
1971年、名寄市議会議員に日本社会党から立候補し初当選。以後連続4期当選。1983年同議会副議長を経て、1986年名寄市市長選出馬のために同党離党。革新系無所属として名寄市長に初当選、以後、連続3期にわたって市長を務めた。
1996年、民主党から北海道第7区で第41回衆議院議員総選挙に立候補するも落選。2000年、第42回衆議院議員総選挙でも再び7区から立候補したが、落選。2011年北海道議会議員選挙に出馬するも落選。
1996年、北北海道地域活性化センター理事長に就任。1997年4月、稚内北星学園短期大学経営情報学科客員講師（～2000年3月）。2000年、北・北海道国際文化交流協会代表に就任。2006年4月、同じ高校出身の久保田宏に乞われて市立名寄短期大学非常勤講師（～2009年3月）。2008年、公益社団法人北海道自治研究所理事。2009年4月より旭川大学大学院地域政策研究科非常勤講師を務める。

## 著書
- 全国青年市長会編『青年よ　故郷に帰って市長になろう』（読売新聞社、1994年）
- 『消えたマチ生まれたマチ～平成の大合併に揺れた市区町村の本音～』（北海道地方自治研究所、2010年）